# Ulcat Row
Ulcat Row – wieś w Anglii, w Kumbrii. Leży 33 km na południe od miasta Carlisle i 391 km na północny zachód od Londynu.